# پکت
پکت (به انگلیسی: Packt) یک شرکت انتشاراتی بر اساس چاپ بنابر تقاضا است که مرکز آن در بیرمنگام قرار دارد.